# دایجوهو
دایجوهو (به ژاپنی: 太上法皇 Daijō Hōō) به امپراتور بازنشسته ژاپن که پس از کناره‌گیری از سلطنت به جامعه روحانیت بودایی وارد شده گفته می‌شود.

## دوره هی‌آن
امپراتورانی که در دوره هی آن بر اساس اینسی عمل کرده و تبدیل به دایجوهو شدند:
- امپراتور شیراکاوا (۱۰۵۳–۱۱۲۹، سلطنت ۱۰۷۳–۱۰۸۷ و دایجوهو ۱۰۸۷–۱۱۲۹)
- امپراتور توبا (۱۱۰۳–۱۱۵۶، سلطنت ۱۱۰۷–۱۱۲۳ و دایجوهو ۱۱۲۹–۱۱۵۶)
- امپراتور گو شیراکاوا (۱۱۲۷–۱۱۹۲، سلطنت ۱۱۵۵–۱۱۵۸ و دایجوهو ۱۱۵۸–۱۱۹۲)
- امپراتور گو-توبا (۱۱۸۰–۱۲۳۹، سلطنت ۱۱۸۳–۱۱۹۸ و دایجوهو ۱۱۹۸–۱۲۲۱)
- امپراتور گو-هوریکاوا (۱۲۱۲–۱۲۳۴، سلطنت ۱۲۲۱–۱۲۳۲ و دایجوهو ۱۲۳۲–۱۲۳۴)
- امپراتور گو-ساگا (۱۲۲۰–۱۲۷۲، سلطنت ۱۲۴۲–۱۲۴۶ و دایجوهو ۱۲۴۶–۱۲۷۲)